# Часник Юрій Васильович
Ю́рій Васи́льович Часни́к — майор Збройних сил України.
Станом на липень 2014-го гвардії капітан Юрій Часник — штурман авіаійної ескадрильї в/ч А 1231 (456-а транспортна бригада).

## Нагороди
За особисту мужність і героїзм, виявлені у захисті державного суверенітету та територіальної цілісності України, вірність військовій присязі під час російсько-української війни нагороджений
- орденом Данила Галицького (27.11.2014).